# Sándor Aladár
Sándor Aladár, Salzer 1898-ig (Pápa, 1872. július 1. – Budapest, 1943. március 29.) jogi doktor, királyi albíró.

## Élete
Salzer Ignác kereskedő és Grósz Mária (Grósz Henrik 1848-as honvéd-őrnagy leánya, Grósz Károly magyar író, a Wiener Zeitung egyik szerkesztőjének és Grósz Béla festőművésznek húga) fia. Középiskolai tanulmányait a pápai Szent Benedek-rendieknél és a református kollégiumban, az egyetemieket pedig Budapesten végezte, ahol jogi doktori oklevelet nyert. 1893-ban a pápai szinházban Enyelgés címmel egy felvonásos vígjátékát adták elő. 1894-ben pestvidéki királyi törvényszékhez joggyakornokká és 1896-ban a pestvidéki királyi büntető törvényszékhez aljegyzővé, majd jegyzővé, 1902-ben pedig a budapesti VI. kerületi bírósághoz albíróvá neveztetett ki. Salzer családi nevét 1898-ban változtatta Sándorra. 1921-től 1942-ig Budapesten volt ügyvéd.
Középiskolai tanuló korában több cikket írt a Fenyvessy Ferenc által szerkesztett Pápai Lapokba és Pápai Közlönybe; 1892 és 1894 közt Gold Lajossal a pápai Független Ujságot szerkesztette. Már előbb és azután is munkatársa volt a Győri Közlönynek, a Szávay Gyula által szerkesztett Győri Hirlapnak, a pápai rövid életű Gyöngyfüzér szépirodalmi hetilapnak és a kőnyomatú Helység Kalapácsa c. humorisztikus lapnak. Cikkei, beszélyei jelentek meg 1894-ben és a következő években az Ország-Világban, Magyar Geniuszban, a Magyar Ujságban és a Pesti Naplóban. A bírói pályán működése óta inkább a jogi szakirodalmi téren működik; 1896-tól 1902-ig sok cikke jelent meg az Ügyvédek Lapjában (Socialismus és büntetőjog sat.), a Büntető Jog Tárban, a Jogtudományi Közlönyben a büntetőjog, büntető perrendtartás köréből; a Jogállamnak is munkatársa volt; 1902-től a nevezett lapokban a magánjog köréből több elméleti és gyakorlati cikke és könyvismertetése jelent meg. A Grecsák-féle Magyar Döntvénytárban ő szerkesztette a kereskedelmi, szabadalmi jogi, kereskedelmi és váltóeljárási kötetet (Bp., 1912), a Grill-féle Döntvénytárban a váltójogi és cégjogi anyag szerkesztésén dolgozott (Bp., 1932). Közreműködött a Révai-kiadásban megjelenő Codex Hungaricus szerkesztésében is.
Házastársa Donáth Sarolta volt, akivel 1908. április 12-én Budapesten kötött házasságot.

## Munkái
- Küzdelem mind halálig. Bpest, 1896. (Regény. Ism. Nemzet 220. sz. Kath. Szemle 1897).
- A kiskorú jogai és kötelezettségei. Bpest, 1907.
- * A házassági jogszabályok egységes szerkezetben (Bp., 1942)
- Igazságügyi iratmintatár (I – II., Bp, 1932)